# Драгош (велики жупан)
Драгош је био великаш српског краља Милутина (1282–1321).

## Биографија
Драгош је носио титулу великог жупана. Његово порекло је непознато. Једини извор који спомиње Драгоша јесте Данило II у свом делу "Животи краљева и архиепископа српских". Након победе над видинским деспотом Шишманом и Татарима, у складу са мировним споразумом, Шишман је удао ћерку за великог српског жупана Драгоша. Драгош и велики војвода Новак Гребострек једини су племићи који се помињу у Даниловом делу.